# NGC 5597
NGC 5597 é uma galáxia espiral barrada (SBcd) localizada na direcção da constelação de Libra. Possui uma declinação de -16° 45' 48" e uma ascensão recta de 14 horas, 24 minutos e 27,4 segundos.
A galáxia NGC 5597 foi descoberta em 14 de Maio de 1784 por William Herschel.